# Flamanville (Manche)
Flamanville is een plaats in het Franse departement Manche. Het ligt aan de westkust van Normandië, aan het Kanaal. De gemeente telde 1.682 inwoners op 1 januari 2022. Flamanville is bekend vanwege de plaatselijke kerncentrales en het veldrijden.

## Kerncentrales
In Flamanville staan drie kernenergiereactoren. Met de bouw van Flamanville-1 werd op 1 december 1979 begonnen en precies zeven jaar later op dezelfde dag in 1986 kwam deze volledig in bedrijf. Met de bouw van de identieke Flamanville-2 werd op 1 mei 1980 begonnen en deze kwam op 9 maart 1987 vol in productie. Beide centrales hebben een drukwaterreactor met een capaciteit van 1330 MW.

### Flamanville-3
Bij de plaats is vanaf 2006 gewerkt aan een kerncentrale van de derde generatie van het Franse energiebedrijf EDF van 1650 MW, die opgestart werd in december 2024.

## Geografie
De oppervlakte van Flamanville bedroeg op 1 januari 2022 7,22 vierkante kilometer; de bevolkingsdichtheid was toen 233 inwoners per km².

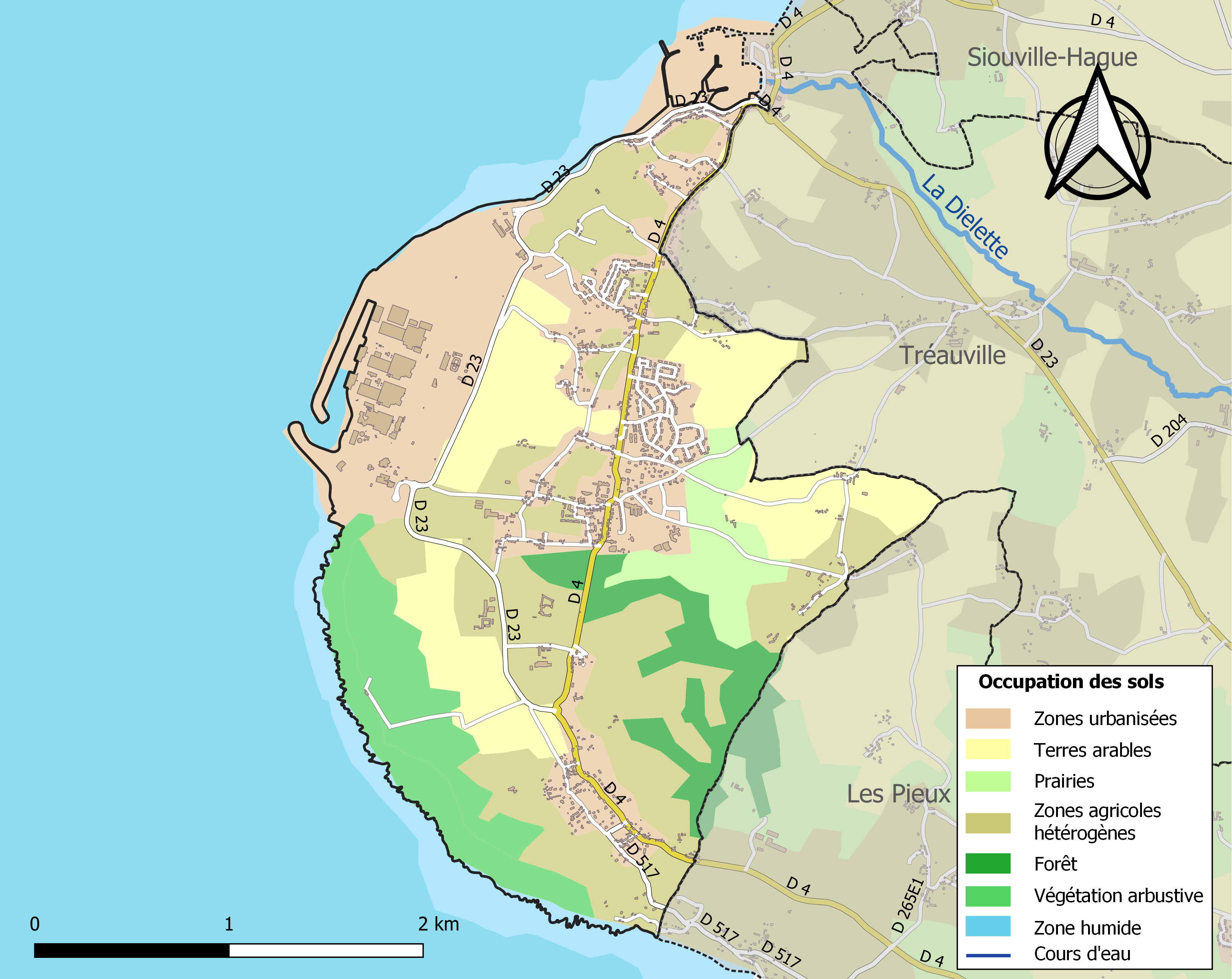
Kaart van de gemeente met de belangrijkste infrastructuur, bodemgebruik en omliggende gemeenten

## Demografie
Onderstaande figuur toont het verloop van het inwonertal, bron: INSEE-tellingen. 

## Sport
Sinds 2020 worden rond het kasteel van Flamanville veldritten georganiseerd op hoog niveau. In 2020 de Franse kampioenschappen; begin 2022 en eind 2023 wedstrijden om de Wereldbeker veldrijden; en in het weekend na die laatste wereldbeker de laatste twee ritten van de Coupe de France de cyclo-cross 2023.